# Liverpool, New South Wales
Liverpool är en del av en befolkad plats i Australien. Den ligger i kommunen Fairfield och delstaten New South Wales, i den sydöstra delen av landet, omkring 26 kilometer väster om delstatshuvudstaden Sydney.
Runt Liverpool är det tätbefolkat, med 427 invånare per kvadratkilometer.. Närmaste större samhälle är Blacktown, omkring 15 kilometer norr om Liverpool. 
Runt Liverpool är det i huvudsak tätbebyggt. Genomsnittlig årsnederbörd är 1 267 millimeter. Den regnigaste månaden är februari, med i genomsnitt 216 mm nederbörd, och den torraste är juli, med 25 mm nederbörd.